# Süderoog

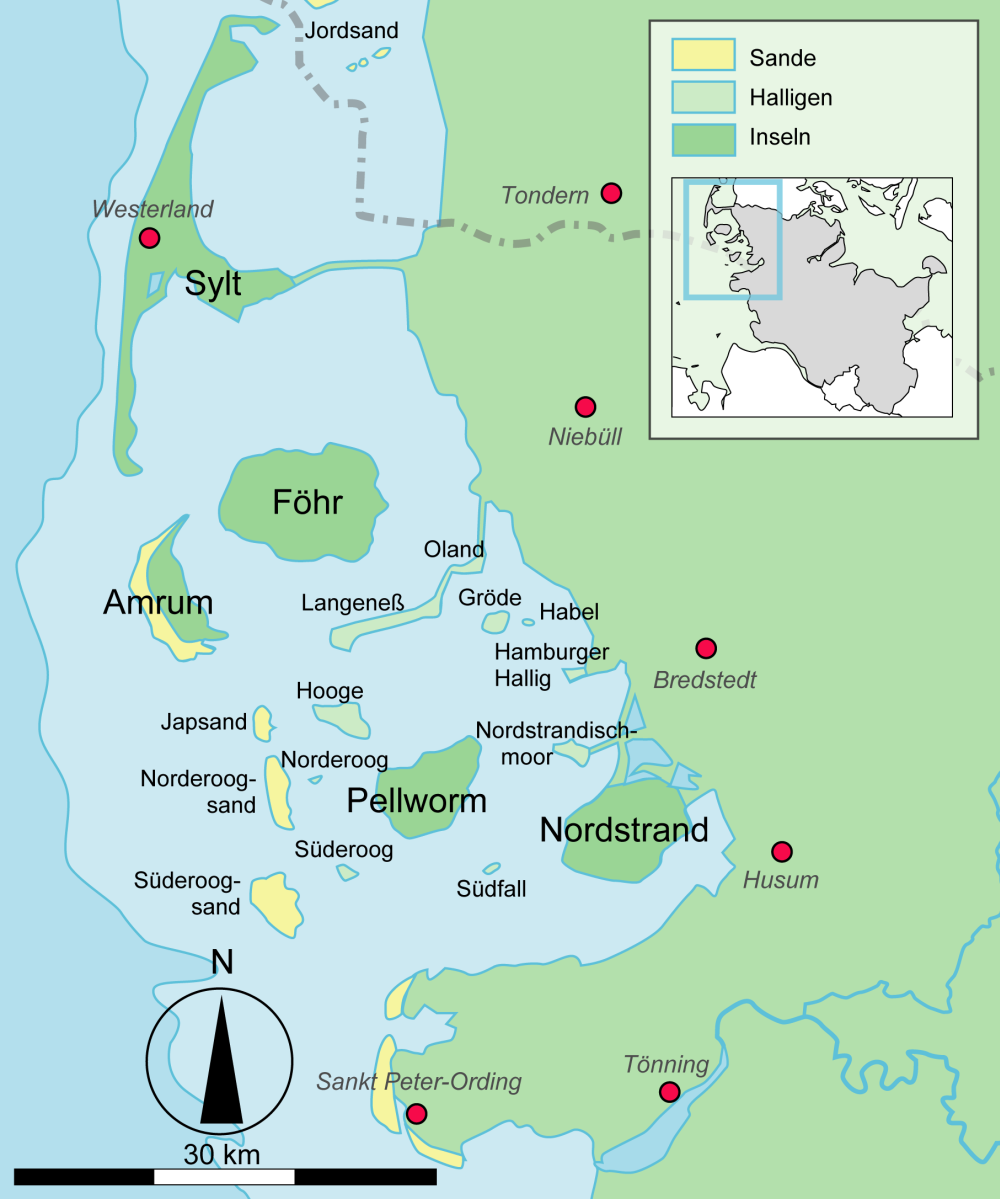
Die Inseln und Halligen im Nordfriesischen Wattenmeer

Süderoog (dänisch Sønderog, nordfriesisch Saruug, Saaruuch) ist eine Hallig im nordfriesischen Wattenmeer vor der Westküste Schleswig-Holsteins. Verwaltungsmäßig gehört sie zur Gemeinde Pellworm. Die Hallig liegt in der streng geschützten Zone 1 im Nationalpark Schleswig-Holsteinisches Wattenmeer und ist ein Vogelschutzgebiet. Süderoog wird ganzjährig von einer Familie bewohnt und bewirtschaftet.

## Geographie
Die Hallig ist heute rund einen Kilometer lang und 800 Meter breit. Nächstgelegene Inseln sind Pellworm im Nordosten und Norderoog im Norden. Westsüdwestlich vorgelagert ist der Süderoogsand. Auf Süderoog gibt es eine Warft, auf der ein Haus steht.

## Geschichte
Süderoog wurde vor mehreren hundert Jahren als Boy Ocksens Halg bezeichnet, da sie einem gewissen Boy Ocksen aufgrund seiner Verdienste vom Herzog von Schleswig als Pächter zugesprochen wurde. Seit 1608 war die Hallig über 360 Jahre in den Händen der Familie Paulsen gefestet, d. h. dauerhaft gepachtet, bevor sie diese 1871 käuflich vom Land erwarb.

### Die Strandvogtei
Die Familie fungierte als Strandvogt, eine Tätigkeit, die wegen der häufigen Strandungsfälle am vorgelagerten Süderoogsand zweckmäßig war. War ein Schiff gestrandet, musste Hilfe durch den Strandvogt geleistet werden. Unter Umständen gehörte dazu, die in Not geratene Schiffsmannschaft bei sich aufzunehmen, ihr Obdach zu gewähren, bis die Seeleute in ihre Heimatländer zurückreisen konnten. Diese Unterbringung konnte Wochen oder sogar Monate dauern. Dafür mussten auf der Hallig geräumige Unterkünfte zur Verfügung stehen. Auch bedurfte es einer Anzahl einsatzfähiger Männer, die die Bergung mittels Boot oder Pferdegespann durchzuführen hatten. Der Süderooger Strandvogt war zugleich Aufseher eines Leuchtfeuers auf dem Süderoogsand. Dieses sicherte die Zufahrt über den Heverstrom zum wichtigen Handelsplatz Husum. Diese Süderooger Feuerbake wurde während der Sturmflut 1634 zerstört. (Bei Quedens heißt es hingegen, dass eine Eisflut 1667 diese Zerstörung bewirkte.)

### Die Strandung und Bergung der Ulpiano
Am 24. Dezember 1870 strandete die neu in Dienst gestellte und im spanischen Cádiz gebaute Dreimastbark Ulpiano mit zwölf Mann Besatzung auf dem Süderoogsand, ca. drei Seemeilen von der vorhandenen Rettungsbake entfernt. Das Schiff befand sich auf seiner Jungfernfahrt mit Ziel Southampton in England. Die Bark geriet in einen heftigen Schneesturm aus Nordwest und war vom Kurs abgetrieben worden. Die Besatzung wurde durch vier Mann von der Hallig Süderoog mittels eines Eisboots geborgen, das man mehr schiebend über die Eisschollen als im Wasser fahrend zum Einsatz brachte. Die Schiffsbesatzung wurde auf Süderoog einquartiert und mit allem Nötigen versorgt. Wegen des strengen Winters mit Eisgang musste die Mannschaft zehn Wochen auf der Hallig verbleiben. Diese Zeit wurde genutzt, um die Lebensmittel und weitere noch brauchbare Teile vom Schiff zu bergen. Der Kapitän und sein Steuermann hinterließen ein Schreiben, in dem sie sich für die fürsorgliche Behandlung und die Gastfreundschaft während des langen Aufenthalts auf Süderoog bedankten. 

„Die Bewohner dieses Hauses haben uns erwiesen jede Art von Hülfe und haben uns behandelt nicht als Schiffbrüchige, sondern als Söhne!“

 Die Galionsfigur der Ulpiano ist heute (inzwischen als Nachbildung) im Friesenmuseum in Wyk auf Föhr ausgestellt. Die Heckfigur des Schiffes, die zwei Frauenfiguren aus Andalusien darstellt, war viele jahrzehntelang über der Tür des Hauseingangs des Süderooger Hallighauses angebracht und ist auf zahlreichen historischen Fotos abgebildet. Das Wrack der Ulpiano wurde in jüngster Zeit auf dem Süderoogsand freigespült.

### Warft und Gebäude
Auf spätmittelalterlichen Landkarten sind auf Süderoog zwei Warften eingetragen mit jeweils einem Haus. Zu Zeiten der Burchardiflut im Jahr 1634 befanden sich auf der Hallig drei Wohnungen, wovon eine durch den Strandvogt bewohnt wurde. Möglicherweise wurde 1634 das Erdreich der zweiten Warft zur Erhöhung und Verstärkung der jetzigen Warft verwendet. Gesichert ist, dass auf Süderoog zwei Häuser zerstört wurden und zehn Personen ertranken. Bei der Februarflut 1825 wurde das letzte verbleibende Haus zerstört. Es wurde aber wieder aufgebaut und diente danach erneut als Wohnung des Strandvogtes. Dieses Haus war ein Vierkanthof stattlichen Ausmaßes mit einem Grundriss von 19,24 × 23,74 Metern; in der Mitte des Bauwerks befand sich ein Atrium, 4,40 × 5,50 Meter groß. Zu Westen dieses Gebäudes lag der zur Viehtränke notwendige Fething, der umrahmt war von einem Hausgarten mit Sträuchern und Bäumen. Gegen Ende des 19. Jahrhunderts kam auf dem Westabhang noch eine Bockwindmühle hinzu. Ihr Korn erhielten die Süderooger von der Insel Pellworm, da auf der Hallig nicht geackert werden konnte.

### Das Ferienwerk von Hermann Neuton Paulsen bis 1966
Bekanntester Bewohner war Hermann Neuton Paulsen, der seit 1927 bis zu seinem Tode 1951 dort eine internationale Jugendbegegnungsstätte betrieb, die „Insel der Jungen“. Sie wurde nach seinem Tod von seiner Frau Gunvor weitergeführt und 1960 in eine Stiftung umgewandelt, die den Zweck verfolgte, „auf der Grundlage des Werkes von Hermann Neuton Paulsen im Interesse der Völkerverständigung, der Jugend aus verschiedenen Ländern Gelegenheit zu geben, sich in von Verantwortung getragener Freiheit auf der Hallig Süderoog freundschaftlich zu begegnen, kennenzulernen und in Formen zusammenzuleben, die der Entwicklung der Psychologie und der Pädagogik jederzeit angepasst sein sollen.“ (§ 2 der Stiftungsurkunde, Stockholm, den 22. Februar 1960).
Schwierige sanitäre Verhältnisse sowie veränderte feuerpolizeiliche Vorgaben, die sich nur unzureichend bessern und anpassen ließen, sowie Schäden durch die Sturmflut 1962 verursachten den schleichenden Niedergang des Süderooger Ferienwerks. 1966 wurde die Ferienbewirtschaftung für Jugendliche endgültig aufgegeben; die Stiftung wurde 1974 aufgelöst.

### Übernahme durch das Land Schleswig-Holstein
Die jahrhundertelang im Privatbesitz der Familie Paulsen befindliche Hallig wurde schließlich 1971 für 400.000 DM an das Land Schleswig-Holstein verkauft. 1972 schlug Willi Hansen, seinerzeit Bürgermeister der Insel Nordstrand vor, Süderoog im Rahmen des geplanten Nationalparks Nordfriesisches Wattenmeer besondere Bedeutung beizumessen, da die vorhandene Gebäudesubstanz als fachliche Bildungsstätte in Form einer Heimvolkshochschule oder eines Studienzentrums geeignet wäre. Dies schlösse auch ein, hier Jugendseminare durchzuführen, um Paulsens Konzept grenzüberschreitender Jugendbegegnungen wieder aufleben zu lassen.
Nach Übernahme der Hallig durch das Land Schleswig-Holstein wurde die Gebäudesubstanz der Hallig angetastet. Man entschloss sich, den traditionellen Vierseithof zu einem Großteil abzubrechen und vom Geviert des Hofhauses lediglich ein (heute noch bestehendes) Winkelhaus stehen zu lassen. Auf Grundlage eines Zustandsberichts über das besonders repräsentative Bauwerk, von dem in Schleswig-Holstein nur wenige andere Exemplare erhalten sind, wurde daran in den 1970er eine Grundinstandsetzung durchgeführt. Dies bedeutete, auf Basis der zur Verfügung gestellten Investitionssumme von 250.000 DM den Teilabbruch vorzunehmen.
1975 wurde in einem Raum des Hauses eine Gedächtnisstätte für Hermann Neuton Paulsen eingerichtet. Das Inventar wurde jedoch durch die Sturmflut 1976 stark beschädigt. Erst 1977 konnte die Gedenkstätte nach aufwändiger Wiederherstellung durch die Werkstätten des Husumer Museums Nissenhaus wiedereröffnet werden.
Die Hallig wurde 1977 unter Naturschutz gestellt und zeitweilig vom Verein Jordsand betreut. 1985 wurde der Nationalpark gegründet. Seither wird die Insel von Pächtern ganzjährig bewirtschaftet, die gleichzeitig beim Landesbetrieb für Küstenschutz, Nationalpark und Meeresschutz angestellt sind.
Von 1990 bis August 2013 wurde die Hallig von einem Ehepaar im Sinne des Küsten-, Natur- und Artenschutzes betreut und bewirtschaftet. Im September 2013 wurde es von einem anderen Paar abgelöst, inzwischen eine vierköpfige Familie, die ganzjährig die Hallig bewohnt. Angestellt sind sie beim Land Schleswig-Holstein: Holger Spreer und Nele Wree teilen sich eine ganze Stelle als Nationalpark-Ranger. Eine ihrer Aufgaben besteht darin, die Insel nach ökologischen Gesichtspunkten zu bewirtschaften und die Schafe und Kühe zu versorgen, die auf den Salzwiesen weiden und die den Bewuchs so angepasst halten, dass Seevögel brüten können. Die weitere Aufgabe der Pächter besteht in der Erhaltung der auf der Hallig vorhandenen Uferbefestigung. Weiterhin nehmen sie die Aufgaben des Nationalparkwarts wahr. Dazu gehört unter anderem das Zählen von Brut- und Zugvögeln auf der Hallig. Das Angebot, Tagesbesucher zu verköstigen, die nach Süderoog kommen, wurde aufgegeben; Gäste dürfen nach Bedarf ihren privaten Proviant dabei haben. Zusätzliche Einnahmen verspricht sich die Pächterfamilie aber aus den Verkäufen eines Bilderbuchs über das Leben mit Kindern auf der Hallig, das von Holger Spreer geschrieben wurde. Ortsfremde haben nur in begrenztem Rahmen Zutritt zur Hallig: Bei geführten Wattwanderungen oder bei Schiffsausflügen jeweils von Pellworm aus.
Auf der Warft wurden 500 Bäume gepflanzt, vom Apfelbaum bis zur Eiche, in fünf Reihen, um einen Windschutz zu bieten. Die Bäume hatten 2013 eine Höhe von sechs bis acht Metern erreicht.

## Sonstiges
- Seit über 20 Jahren läuft der Halligpostbote Knud Knudsen mehrmals in der Woche durch das Watt von Pellworm nach Süderoog und bringt den Bewohnern ihre Post.

- Der Kinderfilm Der Kampf der Tertia nach dem Roman von Wilhelm Speyer wurde 1928 unter anderem auf Süderoog sowie auf Süderoogsand gedreht. Die meisten der Darsteller waren internationale Ferienkinder von Süderoog.[11]

- Der Fernsehfilm Einmal Hallig und zurück aus dem Jahr 2016 spielt auf der Hallig Süderoog, die Halligaufnahmen fanden aber auf Langeneß statt.[12]